# Rafael Egusquiza Basterra
Rafael Egusquiza Basterra   (Bilbao, 14 de juliol de 1935 - Areeta, 1 de juny de 2017) fou un jugador d'hoquei sobre herba basc, guanyador d'una medalla olímpica.
Amb 25 anys va participar en els Jocs Olímpics d'Estiu de 1960 realitzats a Roma (Itàlia), on va aconseguir guanyar la medalla de bronze amb el combinat espanyol d'hoquei sobre herba en guanyar a la final el combinat britànic. Aquesta fou la seva única participació olímpica.
Entre el 1973 i el 1977 fou membre de la directiva de l'Athletic Club presidida per Félix Oraá. Agent de duanes de professió, va ocupar el càrrec de president del Col·legi Oficial d'Agents de Duanes de Bilbao, càrrec que exercí durant 20 anys. Entre el 1990 i el 2001 fou president del Consell General d'Agents de Duanes d'Espanya.